# Esmiraldo Sá da Silva
Esmiraldo Sá da Silva, noto anche con lo pseudonimo di Jardel (Bissau, 20 settembre 1997), è un calciatore guineense con cittadinanza portoghese, attaccante dell'Ironi K. Shmona e della nazionale guineense.

## Carriera

### Club
Cresciuto nei settori giovanili di Barreirense e Rio Ave, trascorre la prima parte della carriera nelle serie minori del campionato spagnolo, dapprima con le squadre riserva di Real Valladolid e Deportivo La Coruña e successivamente con Algeciras e Mérida AD. Nel 2020 si trasferisce al Leça, club della terza divisione portoghese, che l'anno successivo lo cede al Feirense, militante nella Segunda Liga.

### Nazionale
Nato in Guinea-Bissau, si è trasferito da piccolo con la famiglia in Portogallo. Inizialmente ha rappresentato le nazionali giovanili portoghesi, giocando due partite con l'Under-18 nel 2015.
In seguito ha optato per giocare con la nazionale guineense, con la quale ha esordito il 17 novembre 2022, nell'amichevole persa per 3-1 contro il Gabon, in cui trova anche la via della rete per la sua squadra.

## Statistiche

### Presenze e reti nei club
Statistiche aggiornate al 24 marzo 2023.
| Stagione                 | Squadra                  | Campionato               | Campionato | Campionato | Coppe nazionali | Coppe nazionali | Coppe nazionali | Coppe continentali | Coppe continentali | Coppe continentali | Altre coppe | Altre coppe | Altre coppe | Totale | Totale |
| Stagione                 | Squadra                  | Comp                     | Pres       | Reti       | Comp            | Pres            | Reti            | Comp               | Pres               | Reti               | Comp        | Pres        | Reti        | Pres   | Reti   |
| ------------------------ | ------------------------ | ------------------------ | ---------- | ---------- | --------------- | --------------- | --------------- | ------------------ | ------------------ | ------------------ | ----------- | ----------- | ----------- | ------ | ------ |
| 2015-2016                | Real Valladolid B        | TD                       | 2          | 0          |                 | -               | -               |                    | -                  | -                  |             | -           | -           | 2      | 0      |
| 2016-2017                | Real Valladolid B        | TD                       | 29         | 6          |                 | -               | -               |                    | -                  | -                  |             | -           | -           | 29     | 6      |
| 2017-2018                | Real Valladolid B        | SDB                      | 18         | 2          |                 | -               | -               |                    | -                  | -                  |             | -           | -           | 18     | 2      |
| Totale Real Valladolid B | Totale Real Valladolid B | Totale Real Valladolid B | 49         | 8          |                 | -               | -               |                    | -                  | -                  |             | -           | -           | 49     | 8      |
| 2018-2019                | Deportivo Fabril         | SDB                      | 11         | 0          |                 | -               | -               |                    | -                  | -                  |             | -           | -           | 11     | 0      |
| 2019-gen. 2020           | Algeciras                | SDB                      | 8          | 1          |                 | -               | -               |                    | -                  | -                  |             | -           | -           | 8      | 1      |
| gen.-giu. 2020           | Mérida AD                | SDB                      | 5          | 1          | CR              | -               | -               |                    | -                  | -                  |             | -           | -           | 5      | 1      |
| 2020-2021                | Leça                     | CdP                      | 17         | 7          | CP              | 0               | 0               |                    | -                  | -                  |             | -           | -           | 17     | 7      |
| 2021-2022                | Feirense                 | LdH                      | 11         | 2          | CP+CdL          | 2+0             | 3+0             |                    | -                  | -                  |             | -           | -           | 13     | 5      |
| 2022-2023                | Feirense                 | LdH                      | 24         | 9          | CP+CdL          | 1+3             | 0+2             |                    | -                  | -                  |             | -           | -           | 28     | 11     |
| Totale Feirense          | Totale Feirense          | Totale Feirense          | 35         | 11         |                 | 6               | 5               |                    | -                  | -                  |             | -           | -           | 41     | 16     |
| Totale carriera          | Totale carriera          | Totale carriera          | 125        | 28         |                 | 6               | 5               |                    | -                  | -                  |             | -           | -           | 131    | 33     |

### Cronologia presenze e reti in nazionale
| Cronologia completa delle presenze e delle reti in nazionale ― Guinea-Bissau | Cronologia completa delle presenze e delle reti in nazionale ― Guinea-Bissau | Cronologia completa delle presenze e delle reti in nazionale ― Guinea-Bissau | Cronologia completa delle presenze e delle reti in nazionale ― Guinea-Bissau | Cronologia completa delle presenze e delle reti in nazionale ― Guinea-Bissau | Cronologia completa delle presenze e delle reti in nazionale ― Guinea-Bissau | Cronologia completa delle presenze e delle reti in nazionale ― Guinea-Bissau | Cronologia completa delle presenze e delle reti in nazionale ― Guinea-Bissau |
| Data                                                                         | Città                                                                        | In casa                                                                      | Risultato                                                                    | Ospiti                                                                       | Competizione                                                                 | Reti                                                                         | Note                                                                         |
| ---------------------------------------------------------------------------- | ---------------------------------------------------------------------------- | ---------------------------------------------------------------------------- | ---------------------------------------------------------------------------- | ---------------------------------------------------------------------------- | ---------------------------------------------------------------------------- | ---------------------------------------------------------------------------- | ---------------------------------------------------------------------------- |
| 17-11-2022                                                                   | Adalia                                                                       | Gabon                                                                        | 3 – 1                                                                        | Guinea-Bissau                                                                | Amichevole                                                                   | 1                                                                            |                                                                              |
| 20-11-2022                                                                   | Adalia                                                                       | Gambia                                                                       | 0 – 0                                                                        | Guinea-Bissau                                                                | Amichevole                                                                   | -                                                                            |                                                                              |
| 24-3-2023                                                                    | Abuja                                                                        | Nigeria                                                                      | 0 – 1                                                                        | Guinea-Bissau                                                                | Qual. Coppa d'Africa 2023                                                    | -                                                                            | 76’                                                                          |
| 27-3-2023                                                                    | Bissau                                                                       | Guinea-Bissau                                                                | 0 – 1                                                                        | Nigeria                                                                      | Qual. Coppa d'Africa 2023                                                    | -                                                                            | 80’                                                                          |
| 11-9-2023                                                                    | Bissau                                                                       | Guinea-Bissau                                                                | 2 – 1                                                                        | Sierra Leone                                                                 | Qual. Coppa d'Africa 2023                                                    | -                                                                            | 75’                                                                          |
| 22-3-2024                                                                    | Tétouan                                                                      | Sudan                                                                        | 1 – 0                                                                        | Guinea-Bissau                                                                | Amichevole                                                                   | -                                                                            | 80’                                                                          |
| 25-3-2024                                                                    | Tétouan                                                                      | Sudan                                                                        | 1 – 2                                                                        | Guinea-Bissau                                                                | Amichevole                                                                   | -                                                                            | 85’                                                                          |
| 5-9-2024                                                                     | Bissau                                                                       | Guinea-Bissau                                                                | 1 – 0                                                                        | eSwatini                                                                     | Qual. Coppa d'Africa 2025                                                    | -                                                                            | 75’                                                                          |
| 10-9-2024                                                                    | Maputo                                                                       | Mozambico                                                                    | 2 – 1                                                                        | Guinea-Bissau                                                                | Qual. Coppa d'Africa 2025                                                    | -                                                                            | 64’                                                                          |
| 15-10-2024                                                                   | Bissau                                                                       | Guinea-Bissau                                                                | 0 – 0                                                                        | Mali                                                                         | Qual. Coppa d'Africa 2025                                                    | -                                                                            | 67’                                                                          |
| 20-3-2025                                                                    | Monrovia                                                                     | Sierra Leone                                                                 | 3 – 1                                                                        | Guinea-Bissau                                                                | Qual. Mondiali 2026                                                          | -                                                                            | 90+2’                                                                        |
| 24-3-2025                                                                    | Bissau                                                                       | Guinea-Bissau                                                                | 1 – 2                                                                        | Burkina Faso                                                                 | Qual. Mondiali 2026                                                          | -                                                                            | 75’                                                                          |
| Totale                                                                       |                                                                              | Presenze                                                                     | 12                                                                           |                                                                              | Reti                                                                         | 1                                                                            |                                                                              |